# Rudice (Uherské Hradiště-i járás)
Rudice település Csehországban, a Uherské Hradiště-i járásban. Rudice Biskupice, Záhorovice, Uherský Brod, Šumice, Bojkovice és Luhačovice településekkel határos. Lakosainak száma 478 fő (2024. január 1.).

## Népesség
A település lakosságának változását az alábbi diagram mutatja:
| Lakosok száma | 389  | 494  | 679  | 685  | 587  | 488  | 456  | 439  | 458  | 478  |
|               | 1869 | 1890 | 1921 | 1950 | 1980 | 2001 | 2017 | 2019 | 2022 | 2024 |